# Léon Krier
Léon Krier (7. duben 1946, Lucemburk, Lucembursko – 17. červen 2025, Palma de Mallorca, Španělsko) byl lucemburský architekt, urbanista a teoretik architektury.
Od konce 70. let 20. století, ale hlavně během 80. let, patřil mezi nejvlivnější neotradicionalistické architekty a především urbanisty. Jeho nejznámějším projektem je návrh městské části Poundbury v Dorchestru v Anglii, jejímž zakladatelem byl princ Charles. Bojoval za znovuobnovení tradičního evropského modelu města a měl velký vliv na formování hnutí Nový urbanismus zejména v USA. V roce 2003 získal ocenění Driehaus Architecture Prize.
Kromě dočasné fasády na Benátském bienále architektury v roce 1980, několika menších alternativ domů a mostového pavilonu v Pforzheimu v Německu, je jeho jedinou zrealizovanou stavbou rodinný dům v Seaside na Floridě (USA), kde se podílel také na územním plánu.
Byl ženatý s umělkyní Ritou Wolff a byl mladším bratrem architekta Roba Kriera.

## Publikace
- Léon Krier: Rational - Architecture – Rationnelle. Archives d'Architecture Moderne, Brussels, 1978
- Léon Krier: Drawings . Archives d'Architecture Moderne, Brussels, 1980.
- Léon Krier: Houses, Palaces, Cities . Demetri Porphyrios, editor, Academy Publications, London, 1984. Publikováno jako červencové/srpnové vydání periodika Architectural Design, volume 54 (1984).
- Léon Krier: Albert Speer: Architecture 1932–1942 . Archives d'Architecture Moderne, Brussels, 1985.
- Léon Krier: Architecture and Urban Design 1967-1992 . Richard Economakis, editor, Academy Publications, London, 1992.
- Léon Krier: Architecture: Choice or Fate . Andreas Papadakis Publisher, Windsor, Anglie, 1998. České vydání: Léon Krier: Architektura – volba nebo osud. Academia, Praha 2001.
- Léon Krier; Houses, Palaces, Cities, Architectral Design, Londýn, 54, 7/8, 1984.
- Léon Krier, „Urban Components“, Architectural Design, vol. 54, no 7/8, 1984, Str. 43

## Ocenění
- Berlínská cena za architekturu, 1977
- Zlatá medaile Jefferson Memorial, 1985
- Cena Chicago American Institute of Architects, 1987
- Evropská kulturní cena, 1995
- Stříbrná medaile Francouzské akademie udělená jeho knize Architecture: Choice or Fate, 1997
- Cena Richarda Driehause za klasickou architekturu, 2003